# 대한민국 1교시
《대한민국 1교시》는 2003년 11월 4일부터 2005년 4월 30일까지 방송되었던 예능 프로그램이다.

## 방송 시간
| 방송 채널 | 방송 기간                          | 방송 시간                            |
| --------- | ---------------------------------- | ------------------------------------ |
| KBS 2TV   | 2003년 11월 4일 ~ 2004년 10월 26일 | 매주 화요일 밤 11시 5분 ~ 12시 15분  |
| KBS 2TV   | 2004년 11월 6일 ~ 2005년 4월 30일  | 매주 토요일 오후 5시 50분 ~ 6시 45분 |

## 프로그램 소개
- 프로그램명 : 대한민국 1교시
- 구성형식 : 종합구성 / 에듀테인먼트 (ENG + ST)

## 프로그램 내용
- 학교에서 배우기 어려운 내용들을 재미있게 풀어가며, 새로운 학교문화를 엮어간다.[1]
- 기행복을 부르는 가장 간단한 방법 마술! 누구나 기쁨으로 함께 웃을 수 있는 마술을 통해 각박한 현대 생활에 신선한 자극을 주고 다른 사람과 행복을 나누는 법을 배워보는 시간을 가져본다.

## 포인트
- TV를 보는 사람이라면 누구나 따라할 수 있는 "시청자 참여 마술"! : 1인 1마술의 시대! 누구나 집에서 따라할 수 있는 "생활 속 마술"을 소개, 누구나 마술사가 될 수 있다~
- 도전! 나도 마술사~ - 아마추어 마술사들의 생생한 마술쇼! 보면 볼수록 신기한 마술의 세계가 펼쳐지는 시청자 참여 마술 시간!
- 마술 속 과학! 과학 속 마술의 원리를 찾아보는 시간. - 자칫 딱딱할 수 있는 과학의 원리를 마술로 풀어보고 이와 더불어 마술 속에 숨겨진 과학의 원리들은 어떤 것들이 있는지 알아본다.

## 결방
- 2003년 12월 30일 : 《KBS 가요대상》 편성으로[2] 인해 결방
- 2004년 3월 2일 : KBS 77주년 빅콘서트 <7080 보고싶다> 편성으로 인해 결방
- 2004년 6월 8일 : 특집 인연버라이어티 <로그인> 편성으로 인해 결방[3]
- 2004년 8월 24일 : 《아테네 올림픽》 중계방송으로 인해 결방
- 2004년 9월 7일 : 《구미호 외전》 15~16회 연속 편성으로 인해 결방
- 2004년 9월 28일 : 추석특선영화 《스캔들: 조선남녀상열지사》 편성으로 인해 결방[4]

## 참고 사항
- 당초 토요일 프라임 시간에 편성될 예정이었으나 갑작스럽게 화요일 심야 시간대로 조정되었으며, 이 과정에서 애초 유재석[5]이 거론된 남자 MC는 이훈으로 간신히 낙점되었다.
- 교육적인 내용을 표방하였으나 재미의 질이 낮다는 지적을 샀다.[6]
- 2004년 가을개편 때 시작된 상상플러스에게 자리를 내준 뒤 같은 해 11월 6일부터 매주 토요일 오후 5시 50분으로 이동했다.
- 시청률이 하락하자 2005년 봄 개편으로 막을 내렸으며, 당시 해당 프로그램 자리에는 2003년 가을개편부터 매주 토요일 오후 5시 5분에 방송된 쇼 파워 비디오가 이동되었는데 이 프로그램의 원년멤버 MC였던[7] 김원희는 <대한민국 1교시> 공동 사회자였다.